# Veruschka von Lehndorff
Vera Gottliebe Anna Gräfin von Lehndorff (n. 14 mai 1939 în Königsberg), numită Veruschka, este o actriță, pictoriță și fotografă germană totodată un fost fotomodel.

## Biografie
Vera von Lehndorff s-a născut în familia de nobili Lehndorff din Prusia Răsăriteană. Tatăl ei,  Heinrich Graf von Lehndorff-Steinort, a fost executat în 1944 prntru prticiparea la atentatul din 20. Juli 1944 împotriva lui Adolf Hitler, mama ei fiind internată într-un lagăr de muncă. Vera împreună cu cele două surori Nona și Gabriele au fost trimise într-un cămin de copii din Borntal în Bad Sachsa.

## Filmografie
- Blowup (1966) - propriul rol
- Veruschka: Poetry of a Woman (1971)
- Salomé (1972) - Myrrhina
- Colivia de aur (1976)Cattivi pensieri - iubita lui Mario Manani
- Flesh Color (1978) - Anna
- Milo-Milo (1979) - Barbara
- Bizarre Styles (1981) - Prophet
- Dorian Gray im Spiegel der Boulevardpresse (1984) - Dorian Gray
- Vom Zusehen beim Sterben (1985) - propriul rol
- Mireasa (film 1985) The Bride (1985) - Contesa
- L'Orchestre rouge (1989) - Anna Maximovitch
- Veruschka – Die Inszenierung (m)eines Körpers (2005) - propriul rol
- Casino Royale (2006) - Contesa de Wallenstein